# Werner A. Müller
Werner A. Müller (* 24. Februar 1937 in Bermatingen, Bodenseekreis; † 5. September 2022 in Wiesenbach) war ein deutscher Biologe, Hochschullehrer und Buchautor. Als Biologe lag sein wissenschaftlicher Schwerpunkt auf Entwicklungsbiologie und Physiologie.

## Leben
Müller studierte Biologie und Chemie sowie partiell Geologie und Philosophie in Freiburg im Breisgau. 1963 promovierte er über Stammzellen und entwicklungssteuernde Signalsysteme am marinen Hydrozoon Hydractinia echinata, bei dem durch August Weismann 1883 erstmals Stammzellen beschrieben und so benannt worden waren. Müller hatte akademische Positionen an den Universitäten von Tübingen, Braunschweig und an der Ruprecht-Karls-Universität Heidelberg.  Ab 1977 war er Direktor des Zoologischen Institut in Heidelberg. 2005 emeritierte er.
Müller arbeitete auf dem Gebiet der Entwicklungspotenz von Stammzellen, den Prinzipien der Morphogenese (Gestaltbildung), biologischen Signalsystemen einschließlich Neuropeptiden (fortgesetzt durch Mitarbeiter), der Standortwahl und Auslösung der Metamorphose mariner sesshafter Lebewesen (Hydrozoen, Bryozoen) und evolutiver Aspekte von Gewebeunverträglichkeit. Forschungsaufenthalte an meeresbiologischen Stationen führten ihn nach List/Sylt, Helgoland, Plymouth, Roscoff und Ischia.
Müller ist Erstautor und Illustrator von in mehreren Auflagen und Sprachen erschienenen Lehrbüchern über Entwicklungs- und Reproduktionsbiologie, über Tier- und Humanphysiologie, eines wissenschaftshistorischen Buches, sowie populärwissenschaftlicher und Kinderbücher.
Müller war verheiratet und hat drei Söhne.

## Werke

### Lehrbücher
- mit Monika Hassel und Maura Grealy: Development and Reproduction in Humans and Animal Model Species. Springer 2015, ISBN 978-3-662-43783-4.
- mit Monika Hassel: Entwicklungsbiologie und Reproduktionsbiologie des Menschen und bedeutender Modellorganismen. 6. Auflage. Springer-Spektrum, 2018, ISBN 978-3-662-55533-0.
- mit Stephan Frings und Frank Möhrlen: Tier- und Humanphysiologie. 6. Auflage. Springer 2019, ISBN 978-3-662-58461-3.

### Sachbücher
- R-Evolution des biologischen Weltbildes bei Goethe, Kant und ihren Zeitgenossen. Springer 2014, ISBN 978-3-662-44793-2.
- Werner Müller: Gibt es einen „7. Sinn“? Außergewöhnliche Wahrnehmungen und unglaubliche Fähigkeiten von Menschen und Tieren aus der Sicht der heutigen Lebenswissenschaften. Springer, Berlin/Heidelberg 2016, ISBN 978-3-662-48812-6.
- Werner Müller: Lebenswelt Meer. Reportagen aus der Meeresbiologie und Vorstellungen über die Entstehung des Lebens. Springer 2016, ISBN 978-3-662-52851-8.

### Kinderbücher
- Schwangerschaft: Biologie des werdenden Lebens, erzählt für Kinder und Eltern. ig; Ideenbrücke und Braunschweig-Verlag, Braunschweig 2008, ISBN 978-3-9811665-3-8.
- Pregnancy, the First Nine Months of our Life, Explained for Children and Parents. A Bright Pen Book, 2013, ISBN 978-0-7552-1573-7.
- Das fantastische Zeitfernglas; Tommy entdeckt die Urzeitsternwarte. Books on Demand, Norderstedt 2013, ISBN 978-3-8482-1763-2.